# Harpokration von Argos
Harpokration von Argos war ein griechischer Philosoph (Platoniker). Er lebte in der zweiten Hälfte des 2. Jahrhunderts n. Chr. und wird dem Mittelplatonismus zugeordnet.

## Leben
Über Harpokrations Herkunft ist nur bekannt, dass er aus Argos stammte. Er war ein Schüler des Mittelplatonikers Attikos. Der Suda zufolge war er ein Vertrauter (symbiōtḗs) eines Kaisers; ob Mark Aurel gemeint ist, ist zweifelhaft. Seine früher erwogene Identifizierung mit einem gleichnamigen Grammatiker und Lehrer des Kaisers Lucius Verus wird von der neueren Forschung verworfen, da sie chronologisch nicht stimmig ist. Möglich ist hingegen Identität mit einem Rhetor und Philosophen Harpokration, der in einer Grabinschrift des 3. Jahrhunderts aus Athen gepriesen wird.

## Werke
Von den Werken Harpokrations sind nur spärliche Fragmente erhalten. In der Suda werden ihm zwei Schriften zugeschrieben: ein Kommentar zu den Werken Platons (Hypómnēma eis Plátōna) in 24 Büchern und ein Platonlexikon (Léxeis Plátōnos „Platons Wortschatz“) in zwei Büchern. Die Fragmente stammen aus dem Platonkommentar. Zu den in diesem umfangreichen Werk ausgelegten Dialogen gehörten Alkibiades I, Phaidon, Phaidros, Politeia und Timaios.

## Lehre
Obwohl Harpokration Schüler des Attikos war, zeigen seine philosophischen Ansichten teilweise Ähnlichkeit mit denen des Mittelplatonikers Numenios. Wie Numenios nimmt er drei Götter oder drei Aspekte der Gottheit an, nämlich den obersten, nicht tätigen Gott und den Schöpfergott (Demiurgen), den er als doppelt oder in zwei Aspekte aufgeteilt betrachtet. Andererseits vertritt er in der umstrittenen Schöpfungsfrage wie Attikos die von Numenios abgelehnte Meinung, dass die im Timaios beschriebene Weltschöpfung als realer Vorgang in der Zeit, also nicht rein metaphorisch aufzufassen ist. Wie Attikos hält er die Welt als etwas Geschaffenes für potentiell vergänglich, aber durch den Willen des Schöpfers unvergänglich. Wie Numenios und Kronios betrachtet er jede Einkörperung der Seele als ein Übel, denn im Körper sieht er die Quelle des Bösen in der Seele. Unsterblichkeit schreibt er nicht nur den menschlichen Seelen zu, sondern auch denen der Tiere.

## Nachwirkung
Der spätantike Neuplatoniker Proklos nennt Harpokration in einer Aufzählung bedeutender Platoniker und kritisiert seine Theologie. Auch andere spätantike Neuplatoniker (Iamblichos, Hermeias von Alexandria, Damaskios, Olympiodoros der Jüngere) sowie der Christ Aeneas von Gaza erwähnen ihn.